# Anthony Dilweg
Anthony Hume Dilweg (Washington, 28 marzo 1965) è un ex giocatore di football americano statunitense che ha giocato nel ruolo di quarterback nella National Football League (NFL). Al college giocò a football alla Duke University.

## Carriera professionistica
Dilweg fu scelto nel corso del terzo giro (74º assoluto) del Draft NFL 1989 dai Green Bay Packers. È uno dei soli 17 giocatori della storia di Duke ad essere stati scelti nel Draft NFL, istituto di cui detiene ancora il record per yard passate in una stagione. La sua miglior stagione fu quella del 1990 quando, con l'infortunio di Don Majkowski, disputò 9 gare, di cui 7 come titolare, passando 1.267 yard e 8 touchdown. Le ultime due stagioni da professionista la passò nel 1991 con i Los Angeles Raiders e nel 1992 con i Montreal Machine della World League of American Football.
Il nonno di Dilweg, LaVern Dilweg, giocò anch'egli per i Packers dal 1927 al 1934.

## Statistiche
| Yard passate      | 1.274 |
| Touchdown         | 8     |
| Intercetti subiti | 7     |
| Passer rating     | 72,3  |